# Sune Hellroth
Sune August Gustaf Teodor Hellroth, född 29 september 1909 i Vetlanda, död 19 juli 2001 i Kalmar, var en svensk lagman. 
Hellroth, som var son till direktör Teodor Hellroth och Nanny Melin, blev juris kandidat vid Uppsala universitet 1933. Han genomförde tingstjänstgöring 1934–1937, blev extra fiskal i Hovrätten över Skåne och Blekinge 1937, var rådman i Kalmar stad 1942–1963, blev borgmästare där 1964 och var lagman i Kalmar tingsrätt 1971–1976. Han var ledamot av Kalmar läns södra landsting 1951–1970 (ordförande 1967–1970, socialdemokrat) och ordförande i övervakningsnämnden i Kalmar 1965–1974. Han skrev artiklar i trafikpolitiska ämnen.